# Віялохвіст гайнанський
Віялохві́ст гайнанський (Polyplectron katsumatae) — вид куроподібних птахів родини фазанових (Phasianidae). Ендемік китайського острова Хайнань.

## Поширення
Поширений лише на острові Хайнань. Цей вид населяє густі вічнозелені та напіввічнозелені ліси на висоті 200—1300 м, а також відомості з нижчих висот.

## Опис
Довжина самця (включаючи хвіст) становить 53—65 см; самиця 40—45 см (разом з хвостом).
Самець загалом сіро-коричневий з тонкими темними смугами. Він має кудлатий і товстий гребінь і голі бічні частини голови, що характеризуються жовтувато-рожевою або помаранчевою шкірою; підборіддя і горло мають білуватий колір. Пір'я черепа, лопатки і крила закінчуються блакитними очима, що змінюються зеленими, облямованими чорним і темно-коричневим; кожне хвостове пера характеризується великим металевим зеленим вушком з інтенсивно-сірими облямівками. Райдужна оболонка ока коричнева, а ноги шиферові з лапками, оснащеними шпорами.
Самиця, хоч і дуже схожа на самця, виділяється тим, що вона менша і має менш яскраве забарвлення з плямами на очах, які здаються чорними на тілі зі світло-коричневою облямівкою; кожне з хвостових пір'їн характеризується явним субтермінальним оцеллюсом, але не має райдужних переливів, характерних для самців.

## Спосіб життя
Про природну та екологічну історію цих фазанів відомо дуже мало. Вони ведуть досить одиночний спосіб життя, і самець, і самиця займають відносно невеликі території, які зазвичай не перевищують трьох гектарів; протягом репродуктивного сезону вони ведуть парне життя, враховуючи, що моногамія, здається, є прийнятою репродуктивною практикою, навіть якщо це твердження вимагає подальшого дослідження та перевірки.
З наближенням періоду спарювання самці розмежовують свої території, видаючи певні крики, які дуже відрізняються від тих, які видають, коли вони стривожені. Гнізда зазвичай розташовуються на землі, рідше на якомусь природному підвищенні, прихованому в густій рослинності, або біля основи великих дерев, або поблизу скелі, що виступає з землі, а також їх можна знайти на неглибоких природних порожнинах. Зазвичай 1—2 яйця відкладає і, мабуть, висиджує одна самка. Тривалість інкубації в природному стані все ще невідома, однак вона повинна становити близько 22 днів, як у неволі.